# Sandra Arenas
Sandra Arenas (n. 17 septembrie 1993, Pereira, Columbia) este o atletă ce a reprezentat Columbia, medaliată olimpică. A participat la patru ediții ale Jocurilor Olimpice (2012, 2016, 2020, 2024) în care a câștigat o medalie de argint în proba de 20 km marș.

## Palmares
| An   | Competiție                                  | Locație                  | Loc | Eveniment         | Note       |
| ---- | ------------------------------------------- | ------------------------ | --- | ----------------- | ---------- |
| 2011 | Campionatul Panamerican de Juniori          | Miramar, Statele Unite   | 1   | 10 000 m marș     | 48:15,78   |
| 2011 | Campionatul Sud-American de Juniori         | Medellín, Columbia       | 1   | 10 000 m marș     | 47:22,68   |
| 2012 | Campionatul Sud-American de Marș de Juniori | Salinas, Ecuador         | 1   | 10 km marș        | 45:17      |
| 2012 | Campionatul Sud-American de Marș de Juniori | Salinas, Ecuador         | 2   | echipe            | 45:17      |
| 2012 | Cupa Mondială de Marș de Juniori            | Saransk, Rusia           | 1   | 10 km marș        | 45:57      |
| 2012 | Cupa Mondială de Marș de Juniori            | Saransk, Rusia           | 5   | echipe            | 45:57      |
| 2012 | Campionatul Mondial de Juniori              | Barcelona, Spania        | 3   | 10 000 m marș     | 45:44,46   |
| 2012 | Jocurile Olimpice                           | Londra, Marea Britanie   | 29  | 20 km marș        | 1:33:21    |
| 2013 | Campionatul Sud-American                    | Cartagena, Colombia      | 1   | 20 000 m marș     | 1:37:46,17 |
| 2013 | Campionatul Mondial                         | Moscova, Rusia           | 19  | 20 km marș        | 1:32:25    |
| 2014 | Jocurile Sud-Americane                      | Santiago, Chile          | 1   | 20 000 m marș     | 1:31:46,9  |
| 2014 | Cupa Mondială de Marș                       | Taicang, China           | 25  | 20 km marș        | 1:30:18    |
| 2015 | Campionatul Sud-American                    | Lima, Peru               | 1   | 20 000 m marș     | 1:31:02,25 |
| 2015 | Jocurile Panamericane                       | Toronto, Canada          | 4   | 20 km marș        | 1:32:36    |
| 2015 | Campionatul Mondial                         | Beijing, China           | 19  | 20 km marș        | 1:33:24    |
| 2016 | Campionatul Mondial de Marș pe Echipe       | Roma, Italia             | 10  | 20 km marș        | 1:29:31    |
| 2016 | Campionatul Mondial de Marș pe Echipe       | Roma, Italia             | 3   | echipe            | 1:29:31    |
| 2016 | Jocurile Olimpice                           | Rio de Janeiro, Brazilia | 32  | 20 km marș        | 1:35:40    |
| 2017 | Campionatul Mondial                         | Londra, Marea Britanie   | 5   | 20 km marș        | 1:28:10    |
| 2018 | Campionatul Mondial de Marș pe Echipe       | Taicang, China           | 15  | 20 km marș        | 1:30:11    |
| 2018 | Campionatul Mondial de Marș pe Echipe       | Taicang, China           | 5   | echipe            | 1:30:11    |
| 2019 | Jocurile Panamericane                       | Lima, Peru               | 1   | 20 km marș        | 1:28:03    |
| 2019 | Campionatul Mondial                         | Doha, Qatar              | 5   | 20 km marș        | 1:34:16    |
| 2021 | Jocurile Olimpice                           | Tokio, Japonia           | 2   | 20 km marș        | 1:29:37    |
| 2023 | Campionatul Mondial                         | Budapesta, Ungaria       | –   | 20 km marș        | NT         |
| 2023 | Jocurile Sud-Americane                      | Santiago, Chile          | 5   | maraton marș mixt | 3:16:21    |
| 2024 | Campionatul Mondial de Marș pe Echipe       | Antalya, Turcia          | 15  | maraton marș mixt | 3:04:57    |
| 2024 | Jocurile Olimpice                           | Paris, Franța            | 4   | 20 km marș        | 1:27:03    |
| 2024 | Jocurile Olimpice                           | Paris, Franța            | 12  | maraton marș mixt | 2:57:54    |